# Kup Bosne i Hercegovine 2008-2009
La Kup Bosne i Hercegovine 2008-2009 è stata la nona edizione della coppa nazionale della Bosnia Erzegovina, ed è stata vinta dallo Slavija, al suo primo titolo.

## Squadre partecipanti
|            | Premijer Liga | Premijer Liga |
| ---------- | --- | --- |
| 1º livello | Borac Banja Luka Čelik Zenica Laktaši Leotar Modriča Orašje Posušje Sarajevo Slavija Sloboda Tuzla Široki Brijeg Travnik Velež Mostar Zrinjski Mostar Zvijezda Gradačac Željezničar | Borac Banja Luka Čelik Zenica Laktaši Leotar Modriča Orašje Posušje Sarajevo Slavija Sloboda Tuzla Široki Brijeg Travnik Velež Mostar Zrinjski Mostar Zvijezda Gradačac Željezničar |
|            | 1. liga FBiH | 1. liga Republike Srpske |
| 2º livello | GOŠK Gabela Iskra Bugojno Olimpik Sarajevo | Drina Zvornik Famos Vojkovići Kozara Mladost Gacko Radnik Bijeljina Sutjeska Foča                                                                                                   |
|            | Federazione BiH | Repubblica Srpska |
| 3º livello | Branitelj Hajduk Orašje Kiseljak Odžak 102 Radnik Lipnica Tomislav | nessuna |
| 4º livello | Mladost D. Kakanj | nessuna |

## Sedicesimi di finale
| Squadra 1        | Risultato       | Squadra 2         |
| ---------------- | --------------- | ----------------- |
| 23.09.2008       |                 |                   |
| Radnik Bijeljina | 2 - 0           | Hajduk Orašje     |
| Tomislav         | 1 - 1 (6-7 dtr) | Drina Zvornik     |
| 24.09.2008       |                 |                   |
| Čelik            | 2 - 2 (6-7 dtr) | Slavija           |
| Borac            | 1 - 2           | Orašje            |
| Modriča          | 4 - 1           | Posušje           |
| Sutjeska Foča    | 2 - 0           | Mladost D. Kakanj |
| Olimpik          | 1 - 0           | Iskra Bugojno     |
| Sloboda          | 0 - 0 (4-1 dtr) | Sarajevo          |
| Široki Brijeg    | 9 - 0           | Odžak 102         |
| Zvijezda         | 1 - 0           | Željezničar       |
| Famos Vojkovići  | 2 - 0           | Kiseljak          |
| Travnik          | 1 - 1 (6-5 dtr) | Branitelj         |
| Zrinjski         | 3 - 2           | Kozara            |
| Leotar           | 1 - 1 (3-5 dtr) | Radnik Lipnica    |
| Mladost Gacko    | 0 - 0 (3-4 dtr) | GOŠK Gabela       |
| Velež            | 2 - 1           | Laktaši           |

## Ottavi di finale
| Squadra 1      | Totale      | Squadra 2        | Andata     | Ritorno    |
| -------------- | ----------- | ---------------- | ---------- | ---------- |
|                |             |                  | 01.10.2008 | 08.10.2008 |
| Drina Zvornik  | 0 - 1       | Radnik Bijeljina | 0 - 1      | 0 - 0      |
| Zvijezda       | 4 - 4 (gfc) | Velež            | 4 - 1      | 0 - 3      |
| GOŠK Gabela    | 2 - 3       | Olimpik          | 2 - 1      | 0 - 2      |
| Travnik        | 1 - 4       | Slavija          | 0 - 1      | 1 - 3      |
| Radnik Lipnica | 4 - 6       | Orašje           | 4 - 4      | 0 - 2      |
| Široki Brijeg  | 3 - 2       | Modriča          | 3 - 0      | 0 - 2      |
| Sutjeska Foča  | 1 - 3       | Zrinjski         | 0 - 1      | 1 - 2      |
|                |             |                  | 08.10.2008 | 14.10.2008 |
| Sloboda        | 5 - 2       | Famos Vojkovići  | 3 - 1      | 2 - 1      |

## Quarti di finale
| Squadra 1        | Totale | Squadra 2     | Andata     | Ritorno    |
| ---------------- | ------ | ------------- | ---------- | ---------- |
|                  |        |               | 29.10.2008 | 12.11.2008 |
| Radnik Bijeljina | 1 - 3  | Zrinjski      | 1 - 1      | 0 - 2      |
| Velež            | 3 - 4  | Široki Brijeg | 1 - 4      | 2 - 0      |
| Slavija          | 4 - 2  | Olimpik       | 1 - 1      | 3 - 1      |
| Sloboda          | 2 - 0  | Orašje        | 2 - 0      | 0 - 0      |

## Semifinali
| Squadra 1     | Totale      | Squadra 2 | Andata     | Ritorno    |
| ------------- | ----------- | --------- | ---------- | ---------- |
|               |             |           | 25.03.2009 | 15.04.2009 |
| Široki Brijeg | 2 - 2 (gfc) | Sloboda   | 2 - 1      | 0 - 1      |
| Zrinjski      | 4 - 4 (gfc) | Slavija   | 4 - 2      | 0 - 2      |

## Finale
| Arbitro: | Novo Panić (Doboj) |

| |            | |
| Mikelini 50’ Prodanović 79’ | Marcatori  | |
| · Mujkić · Krasić · Kuduzović · Prodanović · Mikelini · Okanović · (46' Tosunović) Omić · (73' Kasapović) Mujić · (85' Zoletić) Jahić · Hasić · Mešić | Formazioni | Lučić Arsenijević Stanković Regoje Ćirka Jovanović Šćepanović Simić Spalević Zimonjić (68' Muskalu) Kutalija |
| Sakib Malkočević | Allenatori | Zoran Erbez                                                                                                  |

| Arbitro: | Rusmir Mrković (Sarajevo) |

| |                      | |
| Todorović 72’ Spalević 87’ | Marcatori            | |
| Spalević Zimonjić Kutalia Stankovič Arsenijević | Tiri di rigore 4 – 3 | Okanović Zoletić Tosunović Kuduzović Prodanović                                                                                                   |
| · Lučić · (37' Beganović) Regoje · Simić · Spalević · Arsenijević · (85' Zimonjić) Šelija · Vuksanović · Kutalija · Stanković · (22' Todorović) Muskalu · Ćirka | Formazioni           | · Mujkić · Krasić (85' Zoletić) · Kuduzović · Mikelini · Prodanović · Jahić · Okanović · Mujić (56' Omić) · Mešić (73' Tosunović) · Hasić · Bekić |
| Zoran Erbez | Allenatori           | Sakib Malkočević |